# Ammonius Victorinus
Ammonius Victorinus (sein Praenomen ist nicht bekannt) war ein im 3. Jahrhundert n. Chr. lebender Angehöriger des römischen Ritterstandes (Eques).
Durch zwei Inschriften, die beim Kastell Banna gefunden wurden und die auf 201/300 datiert werden, ist belegt, dass Victorinus Tribun der Cohors I Aelia Dacorum war, die zu diesem Zeitpunkt in der Provinz Britannia stationiert war.